# New Zealand Open (badminton)
New Zealand Open – międzynarodowy turniej badmintonowy rozgrywany co roku w Nowej Zelandii.

## Zwycięzcy
| Nr    | Rok  | Gra pojedyncza mężczyzn | Gra pojedyncza kobiet | Gra podwójna mężczyzn            | Gra podwójna kobiet                  | Gra mieszana                          |
| ----- | ---- | ----------------------- | --------------------- | -------------------------------- | ------------------------------------ | ------------------------------------- |
| I     | 1990 | Nicholas Hall           | Stephanie Spicer      | Nicholas Hall Dean Galt          | Rhona Robertson Lynne Scutt          | Brent Chapman Tammy Jenkins           |
| II    | 1991 | Wei Yan                 | Anna Oi Chan Lao      | Peter Blackburn Darren McDonald  | Rhonda Cator Anna Oi Chan Lao        | Peter Blackburn Lisa Campbell         |
| III   | 1992 | Dean Galt               | Julie Still           | Dean Galt Andrew Compton         | Rhona Robertson Tammy Jenkins        | Grant Walker Sheree Jefferson         |
| IV    | 1993 | Dean Galt               | Rhona Robertson       | Dean Galt Kerrin Harrison        | Rhona Robertson Liao Yue Jin         | Dean Galt Liao Yue Jin                |
| V     | 1994 | Oliver Pongratz         | Song Yang             | Michael Helber Michael Keck      | Lisa Campbell Amanda Hardy           | Peter Blackburn Rhonda Cator          |
| VI    | 1995 | Tam Kai Chuen           | Song Yang             | He Tim Cha Siu Kwong             | Rhona Robertson Tammy Jenkins        | He Tim Chan Oi Ni                     |
| VII   | 1996 | Tam Kai Chuen           | Li Feng               | Ma Che Kong Chow Kin Man         | Rhona Robertson Tammy Jenkins        | Tam Kai Chuen Tung Chau Man           |
| VIII  | 1997 | Nicholas Hall           | Li Feng               | Ma Che Kong Liu Kwok Wa          | Rhona Robertson Tammy Jenkins        | Tam Kai Chuen Tung Chau Man           |
| IX    | 1998 | Geoffrey Bellingham     | Li Feng               | Daniel Shirley Dean Galt         | Rhona Robertson Tammy Jenkins        | Dean Galt Tammy Jenkins               |
| X     | 2000 | Geoffrey Bellingham     | rhona Robertson       | Daniel Shirley John Gordon       | Masami Yamazaki Keiko Yoshitomi      | Peter Blackburn Rhonda Cator          |
| XI    | 2002 | Geoffrey Bellingham     | Kim Ji-hyun           | Daniel Shirley John Gordon       | Nicole Gordon Sara Runesten-Petersen | Daniel Shirley Sara Runesten-Petersen |
| XII   | 2003 | Shōji Satō              | Lenny Permana         | Ashley Brehaut Travis Denney     | Nicole Gordon Rebecca Gordon         | Travis Denney Kate Wilson-Smith       |
| XIII  | 2004 | Andrew Smith            | Huang Chia-chi        | Suichi Nakao Suichi Sakamoto     | Rachel Hindley Rebecca Gordon        | Craig Cooper Lianne Shirley           |
| XIV   | 2005 | Sairul Amar Ayob        | Adriyanti Firdasari   | Boyd Cooper Travis Denney        | Rachel Hindley Rebecca Bellingham    | Daniel Shirley Sara Runesten-Petersen |
| XV    | 2006 | Lee Tsuen Seng          | Huang Chia-chi        | Eng Hian Rian Sukmawan           | Jiang Yanmei Li Yujia                | Hendri Kurniawan Saputra Li Yujia     |
| XVI   | 2007 | Andre Kurniawan Tedjono | Zhou Mi               | Chan Chong Ming Hoon Thien How   | Ikue Tatani Aya Wakisaka             | Devin Lahardi Fitriawan Lita Nurlita  |
| XVII  | 2008 | Lee Tsuen Seng          | Zhou Mi               | Chen Hung-ling Lin Yu-lang       | Chien Yu-chin Chou Chia-chi          | Chen Hung-ling Chou Chia-chi          |
| XVIII | 2009 | Chan Yan Kit            | Sayaka Sato           | Ruseph Kumar Sanave Thomas       | Annisa Wahyuni Anneke Feinya Agustin | Frans Kurniawan Pia Zebadiah Bernadet |
| XIX   | 2013 | Riichi Takeshita        | Deng Xuan             | Angga Pratama Rian Agung Saputro | Ou Dongni Tang Yuanting              | Praveen Jordan Vita Marissa           |